# Sumnja (2008.)
Sumnja (eng. Doubt) je američka drama iz 2008. koju je napisao i režirao John Patrick Shanley, a temelji se na njegovom kazališnom komadu Sumnja: Parabola iz 2004. koja je osvojila Pulitzerovu nagradu i Tony. Radnja filma odvija se u katoličkoj osnovnoj školi gdje ravnateljica, sestra Aloysius (Meryl Streep) i sestra James (Amy Adams) pokušavaju dokazati je li otac Flynn (Philip Seymour Hoffman) imao neprimjeren odnos s učenikom škole, Donaldom Millerom (Joseph Foster). Film također prikazuje Violu Davis kao majku Donalda Millera, gospođu Miller, u svojoj prvoj zapaženoj ulozi.
Film je premijerno prikazan 30. listopada 2008. na AFI Festu prije nego što ga je Miramax Films distribuirao u ograničenom izdanju 12. prosinca i u širokom izdanju 25. prosinca. Zaradivši 50,9 milijuna dolara u odnosu na budžet od 20 milijuna dolara, film je dobio uglavnom pozitivne kritike kritičara. Streep, Hoffman, Adams i Davis visoko su hvaljeni za svoje izvedbe i svi su bili nominirani za Oscara na 81. dodjeli Oscara. Shanley je također nominiran za najbolji adaptirani scenarij.

## Radnja
Godine 1964. na katoličkoj misi u Bronxu, svećenik otac Brendan Flynn drži propovijed o sumnji, ističući da, poput vjere, ona može biti ujedinjujuća sila. Sestra Aloysius, stroga ravnateljica crkvene župne škole, zabrine se kad ugleda dječaka kako se odmiče od njega u dvorištu. Njezinim sestrama rečeno je da budu oprezne zbog sumnjivih aktivnosti u školi.
Sestra James, mlada i naivna učiteljica, prima zahtjev da Donald Miller, ministrant i jedini afroamerički učenik u školi, vidi oca Flynna u župnom uredu. Kad se vrati u razred, uzrujan je, a ona osjeti miris alkohola na njegovu dahu. Kasnije vidi Flynna kako stavlja dječju potkošulju u Donaldov ormarić. Svoje sumnje sestra James prizna sestri Aloysius.
Aloysius i James pozivaju Flynna u ravnateljev ured navodno kako bi razgovarali o školskoj božićnoj priredbi. Tijekom svoje rasprave, Flynn i Aloysius izražavaju drastično različite perspektive o tome kako crkva treba funkcionirati u odnosu na radničku klasu: Flynn vjeruje da bi se trebale aktivnije odnositi prema svojim župljanima kroz zajedničke interese i aktivnosti u zajednici, dok Aloysius vjeruje da jasne granice koje postavlja svećenstvo olakšati odnos sa župljanima. Na kraju, Aloysius spomene Donalda Millera, napominjući da je on jedino crno dijete u školi. Navodi kako je primijetila da je Flynn dječaku dao poseban tretman, poput privatnog sastanka koji su imali prošli tjedan. On se počne braniti zbog njezinih insinuacija i na kraju otkriva da je pozvao Donalda u župni ured jer je uhvaćen kako pije misno vino. Flynn je to skrivao kako bi zaštitio Donalda, ali sada kada je sestra Aloysius izvukla iz njega, dječak više ne smije biti ministrant. Sestra James osjeti veliko olakšanje kad čuje objašnjenje. Flynnova sljedeća propovijed je o zlu ogovaranja.
Neuvjerena, Aloysius se sastaje s Donaldovom majkom u vezi njezinih sumnji. Kada opisuje potencijalno zlostavljački odnos između Donalda i Flynna, šokirana je prividnom ambivalentnošću gospođe Miller. Konačno, majka u suzama priznaje da je Donald homoseksualac i boji se da bi ga njegov homofobni otac, fizički zlostavljač, ubio da to sazna. Ona opisuje svoju tešku poziciju: nesposobna zaštititi svog sina od očevog nasilja, Flynn je jedina muška osoba koja je Donaldu pokazala imalo dobrote. Njegov položaj u školi štiti ga od nasilnika, a napuštanje škole sada bi moglo ugroziti bolju socioekonomsku budućnost koju škola može dati Donaldu. Ona moli sestru da riješi situaciju bez uplitanja njenog sina.
U klimaksu filma, znajući da je razgovarala s Donaldovom majkom, otac Flynn prijeti da će smijeniti sestru Aloysius s njezinog položaja ako se ne povuče. Sestra mu kaže da je kontaktirala časnu sestru iz njegove posljednje župe, otkrivajući povijest prošlih prekršaja. On zahtijeva da sazna kakav ona ima dokaz, no ona ne ga ne otkriva. Flynn je optužuje za neposlušnost, a sestra mu prijeti da će učiniti sve što je potrebno da ga istjera, čak i ako to znači da će sama biti izbačena iz crkve. Izjavljujući svoju nevinost, Flynn se izjašnjava, pitajući je nije li ona sama nikada počinila smrtni grijeh. Aloysius odbacuje njegove tvrdnje da je nevin, prijeteći ucjenom ako odmah ne podnese ostavku. On tvrdi da nije učinio ništa loše i da su njena uvjerenja netočna. Ona zahtijeva od Flynna da zatraži vlastiti premještaj, što on i učini, održavši posljednju propovijed prije odlaska.
Nešto kasnije, Aloysius kaže sestri James da je Flynn u međuvremenu promaknut na prestižniji položaj u većoj crkvi. Otkriva da je lagala o kontaktiranju časne sestre u Flynnovoj bivšoj župi, obrazlažući da prijevara ne bi uspjela da je to bila laž. Za nju je njegova ostavka dokaz njegove krivnje. Sestra James, koja još uvijek vjeruje u Flynnovu nevinost, šokiran je njezinom laži, ali Aloysius ponavlja da, "u potrazi za nedjelom, čovjek se udaljava od Boga", ali dodaje da to ima svoju cijenu. Zatim se slomi, plačući uzvikuje: "O, sestro James. Sumnjam... imam takve sumnje!". Film završava širokim kadrom snježnog dvorišta škole dok u pozadini orgulje sviraju melodiju pjesme The first noel.

## Glumci
- Meryl Streep kao sestra Aloysius Beauvier
- Philip Seymour Hoffman kao otac Brendan Flynn
- Amy Adams kao sestra James
- Viola Davis kao gđa. Miller, Donaldova majka
- Joseph Foster kao Donald Miller

## Kritike
Film je dobio uglavnom pozitivne kritike. Izvedba Meryl Streep kao stroge, zastrašujuće i odvažne ravnateljice Sestre Aloysius Beauvier je pohvaljena, kao i nastupi Philipa Seymoura Hoffmana i Amy Adams. Kritičari su također pohvalili izvedbu Viole Davis kao gospođe Miller. National Public Radio nazvao je Davisovu glumu u filmu "najpotresnijom izvedbom u filmu."
Roger Ebert, poznati filmski kritičar, dao je filmu četiri zvjezdice, svoju najveću ocjenu, i pohvalio njegov "precizan i nemilosrdan tekst, snažne izvedbe i bezvremensku relevantnost. Tjera nas da počnemo razmišljati s prvim kadrom", nastavio je, "i nikad ne prestajemo".
Znanstvenik Daniel Cutrara, u svojoj knjizi o seksu i vjeri u kinematografiji, komentirao je da film djeluje kao metafora za svjetsku neizvjesnost oko svećenika optuženih za pedofiliju—posebno kroz ostavku oca Flynna kao pokazatelj krivnje, a potom i kasniju sumnju sestre Aloysius.

## Nagrade i nominacije
Film i glumačka postava osvojili su brojne nagrade i nominacije uključujući pet nominacija za Oscara: za najbolju glavnu glumicu za Streep, za najboljeg sporednog glumca za Hoffmana, za najbolju sporednu glumicu za Adams i Davis i najbolji adaptirani scenarij za Shanleyja. Cijela je glavna glumačka postava također nominirana i za Zlatni globus, za iste kategorije. Film broji ukupno 25 osvojenih nagrada i 122 nominacije.